# 삼일동
삼일동(三日洞)은 대한민국 전라남도 여수시 북쪽의 동이다.

## 개요
삼일이라는 지명은 고어에서 변음된 것이며, ‘삼’은 "미", "미르"이고 ‘일은’ "실"이므로 삼일(三日)의 뜻은 ‘미르실’이며 이것은 ‘물의 고장’ 즉 바다의 고장을 뜻하고 삼면이 바다로 둘러쌓인 지형조건에서 유래된 것이다.

## 역사
- 1976년 : 여천지구출장소가 개청됨에 따라 삼일면이 삼일지소로 개칭
- 1980년 : 삼일읍으로 승격
- 1986년 : 여천시 승격에 따라 삼일읍이 3개 동으로 분동
- 1999년 : 분동한 3개 동 중에서 상암동과 삼일동이 병합하여 삼일동이 됨

## 법정동
- 낙포동(洛浦洞)
- 상암동(上岩洞)
- 신덕동(新德洞)
- 월내동(月內洞)
- 월하동(月下洞)
- 적량동(積良洞)
- 중흥동(中興洞)
- 평여동(平呂洞)
- 호명동(虎鳴洞)
- 화치동(花峙洞)

### 교통
- 여수공항 (20km)
- 여천역 (10km)

## 교육
- 상암초등학교 (상암로 625, 상암동)

## 주요시설
- 삼일동주민센터 (상암3길 13, 상암동)
- 한화케미칼 월하출하장 (여수산단로 263, 월하동)
- 여수삼일동우체국 (여수산단로 274-5, 월하동)
- 여수소방서 평여119안전센터 (여수산단로 321, 평여동)
- 롯데첨단소재사업 여수공장 (여수산단로 334-27, 평여동)
- 폴리미래 평여공장 (여수산단로 349-29, 평여동)
- 창신화학 여수공장 (여수산단로 534, 중흥동)
- SPG케미칼 여수공장 (여수산단로 603, 중흥동)
- 여수소방서 화학119구조대 (여수산단로 725, 중흥동)
- 여수화력발전소 (여수산단로 727, 중흥동)
- 대한송유관공사 전남지사 여수지소 (여수산단로 758, 중흥동)
- GS칼텍스 여수1공장 (여수산단로 918, 적량동)
- LG화학 여수SM공장 (여수산단로 955, 적량동)
- 삼남석유화학 여수공장 (여수산단로 955, 적량동)
- GS칼텍스 TT윤활유출하장 (여수산단로 955, 적량동)
- GS칼텍스 제품부두 (여수산단로 1083-99, 월내동)
- GS칼텍스 정유부속의원 (여수산단로 1083-101, 월내동)
- LG화학 여수VCM공장 (여수산단로 1121, 월내동)
- 호남화력발전소 (여수산단로 1203, 월내동)
- 남해화학 여수공장 (여수산단로 1384, 낙포동)
- 큐로 여수공장 (여수산단1로 276-52, 화치동)
- 플로원 여수공장 (여수산단1로 310-24, 화치동)
- 에스에프씨 여수공장 (여수산단1로 342-42, 화치동)
- 유한기술 화치공장 (여수산단1로 342-49, 화치동)
- 여천NCC 4공장 (여수산단1로 472, 화치동)
- 롯데베르살리스엘라스토머스 (여수산단1로 474-1, 중흥동)
- 여천NCC 2공장 (여수산단2로 46-20, 월하동)
- 한화솔루션 TDI공장 (여수산단2로 46-47, 월하동)
- 금호피앤비화학 여수2공장 (여수산단2로 46-53, 월하동)
- 비를라카본코리아 여수플랜트 (여수산단2로 46-101, 월하동)
- LG화학 화치단지 (여수산단2로 55, 화치동)
- LG화학 IPA열병합공장 (여수산단2로 116-8, 화치동)
- 금호폴리켐 여수1공장 (여수산단2로 116-46, 화치동)
- 롯데케미칼 2공장 (여수산단2로 116-82, 월하동)
- LG화학 LDPE공장 (여수산단2로 140, 화치동)
- 금호피앤비화학 여수1공장 (여수산단2로 218, 화치동)
- DL케미칼 여수공장 (여수산단2로 220-10, 화치동)
- 폴리미래 여천공장 (여수산단2로 220-10, 화치동)
- 여천NCC 3공장 (여수산단2로 220-62, 월하동)
- 동성케미컬 여수 (여수산단2로 223, 화치동)
- 금호석유화학 여수제2에너지 (여수산단2로 223-84, 화치동)
- 금호석유화학 여수공장 정밀화학 (여수산단2로 227, 화치동)
- 에어리퀴드코리아 여수1,2공장 (여수산단2로 263, 화치동)
- 한국바스프 여수공장 (여수산단2로 284, 화치동)
- 금호미쓰이화학 여수공장 (여수산단2로 305, 화치동)
- 여천NCC 1공장 (여수산단3로 2, 평여동)
- 한화케미칼 여수공장별관 (여수산단3로 43, 평여동)
- 한화솔루션 여수공장 (여수산단3로 117, 월하동)
- 금호석유화학 여수고무제1공장 (여수산단3로 118, 평여동)
- 롯데케미칼 여수1공장 (여수산단4로 53, 중흥동)
- LG화학 옥소알콜공장 (여수산단4로 58, 중흥동)
- DL케미칼 용성공장 (여수산단4로 60, 중흥동)
- 태경화학 여수공장 (여수산단4로 60, 중흥동)
- 케이알코폴리머 (여수산단4로 60, 중흥동)
- 구다우케미칼 (여수산단4로 96, 중흥동)
- 롯데케미칼 여수3공장 (여수산단4로 129, 중흥동)
- 유일마린유한회사 (여수산단4로 166-22, 중흥동)
- 금호피앤비화학 여수3공장 (여수산단4로 166-24, 중흥동)
- 덕양 여수2공장 (산단중앙로 55, 화치동)
- 유니온캠 (산단중앙로 77-14, 화치동)
- 성산INC 여수공장 (산단중앙로 77-42, 화치동)
- 골드라인 여수공장 (산단중앙로 123, 화치동)
- 승진엔지니어링 2공장 (산단중앙로 139, 화치동)
- 한화솔루션 석유수지공장 (산단중앙로 141-42, 화치동)
- 한화에너지 여수공장 (산단중앙로 145, 화치동)
- 백광산업 여수공장 (산단중앙로 176, 화치동)
- 인성 여수공장 (산단중앙로 181, 화치동)
- 세아엠앤에스 (산단중앙로 188, 화치동)
- 코오롱인더스트리 여수공장 (산단중앙로 213, 화치동)
- DL케미칼 여수공장 (산단중앙로 273, 평여동)
- DL케미칼 C4공장 (산단중앙로 275, 평여동)
- 금호석유화학 여수고무제2공장 (산단중앙로 331, 평여동)
- 폴리미래 용성공장 (산단중앙로 438, 중흥동)
- LG화학 화성품공장 (산단중앙로 451, 중흥동)
- LG화학 용성1단지 (산단중앙로 460, 중흥동)
- LG화학 여수공장 (산단중앙로 535, 중흥동)
- LG화학 용성2단지 (산단중앙로 535, 중흥동)
- 금호폴리켐 여수제2공장 (산단중앙로 613, 중흥동)
- GS칼텍스 여수2공장 (산단중앙로 669, 중흥동)
- 에어리퀴드코리아 여수3공장 (산단중앙로 669, 중흥동)
- 삼일파출소 (중흥4로 20-10, 중흥동)
- 여천농협 상암지점 (상암로 597, 상암동)
- 상암보건지소 (상암로 601-1, 상암동)
- 여수 흥국사 (흥국사길 160, 중흥동)

## 여가
- 영취산

## 산업
- 여수국가산업단지

## 주거
- GS칼텍스 장구미사택 (여수산단로 1081, 월내동)
- KCC금강사택 (상암로 601, 상암동)

## 도로명주소 목록
- 낙포단지길
- 망양로
- 산단중앙로
- 삼동로
- 상암1길
- 상암2길
- 상암3길
- 상암4길
- 상암5길
- 상암6길
- 상암7길
- 상암8길
- 상암9길
- 상암10길
- 상암로
- 신덕1길
- 신덕2길
- 신덕3길
- 신덕4길
- 여수산단1로
- 여수산단2로
- 여수산단3로
- 여수산단4로
- 여수산단로
- 중흥1로
- 중흥2로
- 중흥3로
- 중흥4로
- 진달래길
- 해산3길
- 흥국사길